# Minol

Markenzeichen der MINOL AG ab 1990

Markenzeichen des VEB MINOL bis 1990

Minol ist seit 1949 ein deutscher Markenname für Mineralölprodukte. Der Name besteht aus den beiden Anfangssilben von Mineralöl und Oleum (lat. Öl).

## Geschichte
Infolge der Zerschlagung der I.G. Farben nach 1945 wurde in Westdeutschland das Tankstellengeschäft unter der Marke Gasolin weitergeführt. Für den Absatz der Produkte, die von den in der Sowjetischen Besatzungszone liegenden Leunawerken hergestellt wurden, wurde ein neues Vertriebsnetz benötigt. Gründungsgesellschaften für dieses Unternehmen waren die am 1. Januar 1949 gegründete Deutsche Kraftstoff- und Mineralölzentrale (DKMZ), die später in Deutsche Handelszentrale (DHZ) umgewandelt wurde, sowie die Deutsch-Russische Naphta-AG (DERUNAPHT, Gründung 1927, Neugründung 1946), aus der der VEB Kraftstoff-Vertrieb hervorging. Beide gründeten am 1. Januar 1956 den VEB Kombinat Minol mit seiner gleichnamigen Handelsmarke. Der VEB war in der DDR für die Versorgung mit Kraft- und Schmierstoffen verantwortlich. Sitz der Firma war das Minolhaus am Berliner Alexanderplatz bis zu seinem Abriss 1968.
Unter dem Markennamen Minol wurden alle Produkte des VEB vertrieben, er hatte zum Zeitpunkt der Maueröffnung in der DDR einen Bekanntheitsgrad von 97 % (Sample Institut: Grundlagenstudie Minol in der BRD, September 1990). In anderen Ländern wurde diese Marke nicht verwendet. Die Markenfarben der alten Minol waren rote Schrift auf gelbem Hintergrund. Das Maskottchen, der Minol-Pirol, war in der DDR sehr bekannt, der Werbeslogan dazu lautete: „Stets dienstbereit zu Ihrem Wohl ist immer der Minol-Pirol“. Zum Ende der DDR existierten 1989 rund 1.250 Minol-Tankstellen. Diese Zahl schließt auch kleine Stationen und Betriebsstationen mit ein.
Der VEB Minol erteilte im Juni 1990 unter Führung des Vorstandsvorsitzenden der am 8. Juni 1990 neu gegründeten Minol Mineralölhandel Aktiengesellschaft, Wolfgang Burkhardt, den Auftrag zur Erstellung eines modernen Markendesigns. Ziel war es, Minol als eigene Marke im vereinigten Deutschland zu etablieren und die bisherigen Farben Rot und Gelb zu ersetzen, da diese international vom Mitbewerber Royal Dutch Shell verwendet wurden. Das neue Minol-Design wurde von Hartmut Ciesla-Andresen und Michael Pfister gestaltet.
Die Minol Mineralölhandel AG betrieb drei Gesellschaften für den Kraftstoffvertrieb:
- Minol Nordtank GmbH mit Sitz in Rostock
- Minol Zentraltank GmbH mit Sitz in Potsdam
- Minol Südtank GmbH mit Sitz in Chemnitz

Im Zuge der Privatisierung der DDR-Wirtschaft wurde zum 18. Januar 1993 die MINOL Mineralölhandel AG zusammen mit der Raffinerie der Leunawerke an den französischen Mineralölkonzern Elf Aquitaine (98 Prozent) und die Thyssen Handels Union AG (2 Prozent) verkauft. Die Leuna-Affäre überschattete diesen Handel. Thyssen gab im April 1994 seine Aktien ab. Elf Aquitaine führte die Marke Minol zwei Jahre nach Übernahme des Unternehmens nicht mehr weiter. Die Markenrechte liegen seit 2000 beim französischen Mineralölunternehmen Total, der Nachfolgegesellschaft der Elf Aquitaine. Um sie nicht verfallen zu lassen, eröffnete Total in den Jahren 2003 und 2004 drei Minol-Tankstellen in Berlin, Chemnitz und Leipzig medienwirksam wieder im violetten Design. Aus wirtschaftlichen Gründen wurden die Stationen in Berlin und Chemnitz jedoch schon bald darauf geschlossen. Von 2004 bis 2013 unterhielt Minol einzig die Tankstelle in Leipzig-Lindenau. 2013 wurden zwei weitere Tankstellen in Zeitz (Mai 2013) und Heidenau (Juni 2013) eröffnet. Im Januar 2014 folgte eine weitere Tankstelle in Wesenberg. Die Minol-Tankstelle in Leipzig-Lindenau wurde Mitte November 2021 geschlossen.

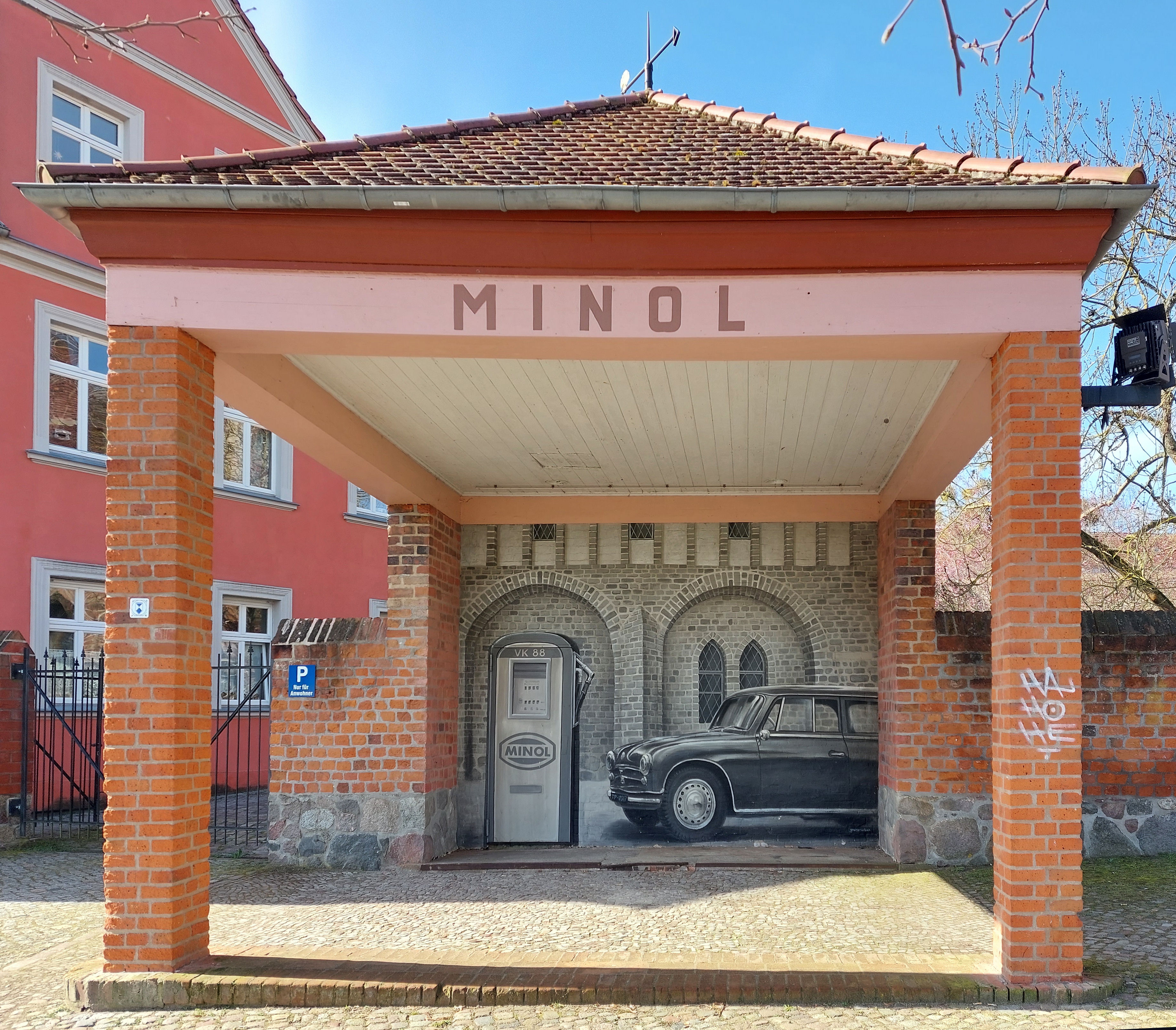
Minol-Tankstelle in Templin (1938)
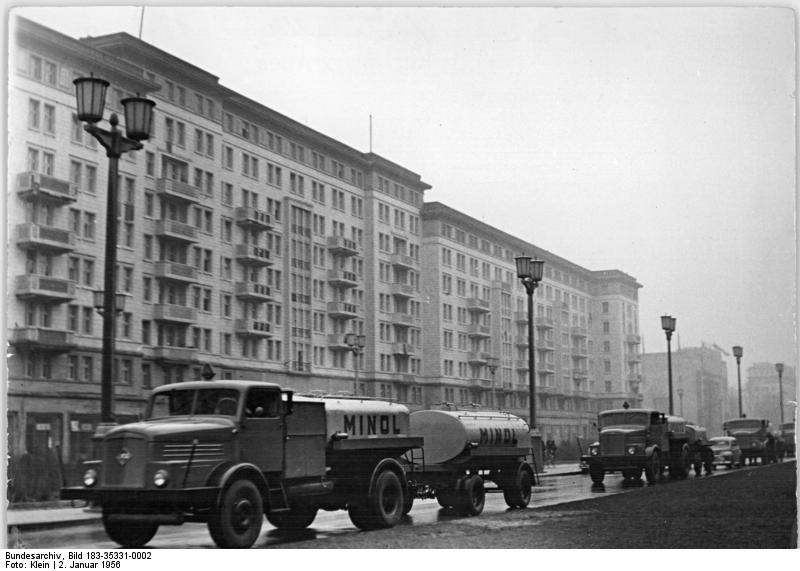
Minol-Tankwagen auf der Karl-Marx-Allee in Berlin (1956)
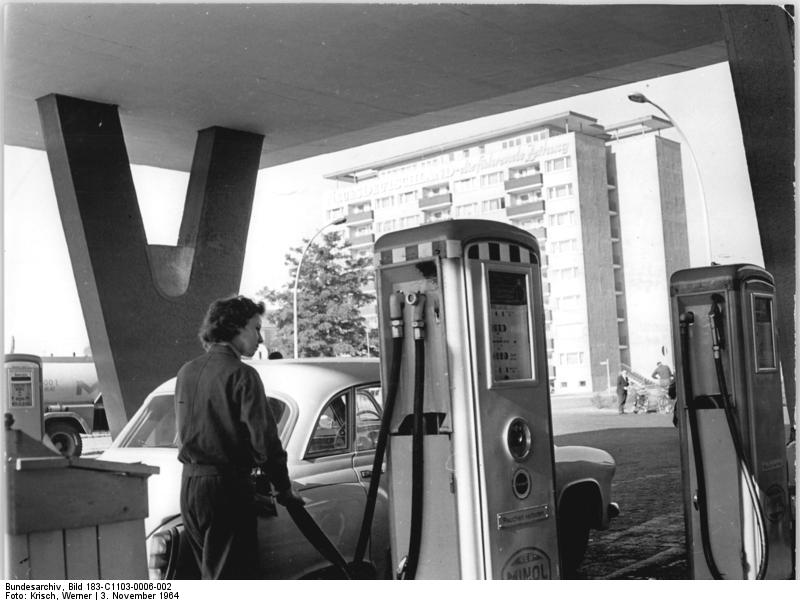
Minol-Tankstelle in Eisenhüttenstadt (1964)
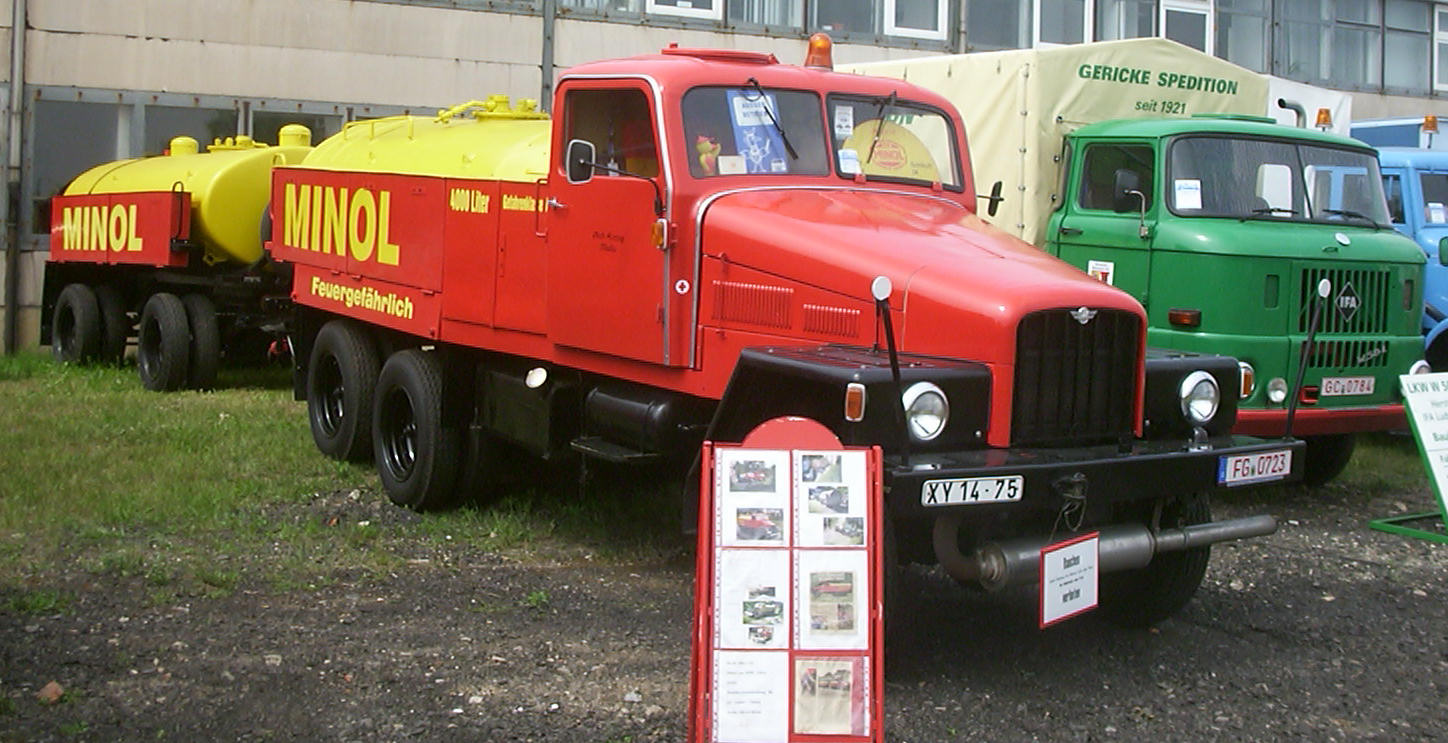
IFA G5 als Minol-Tankwagen
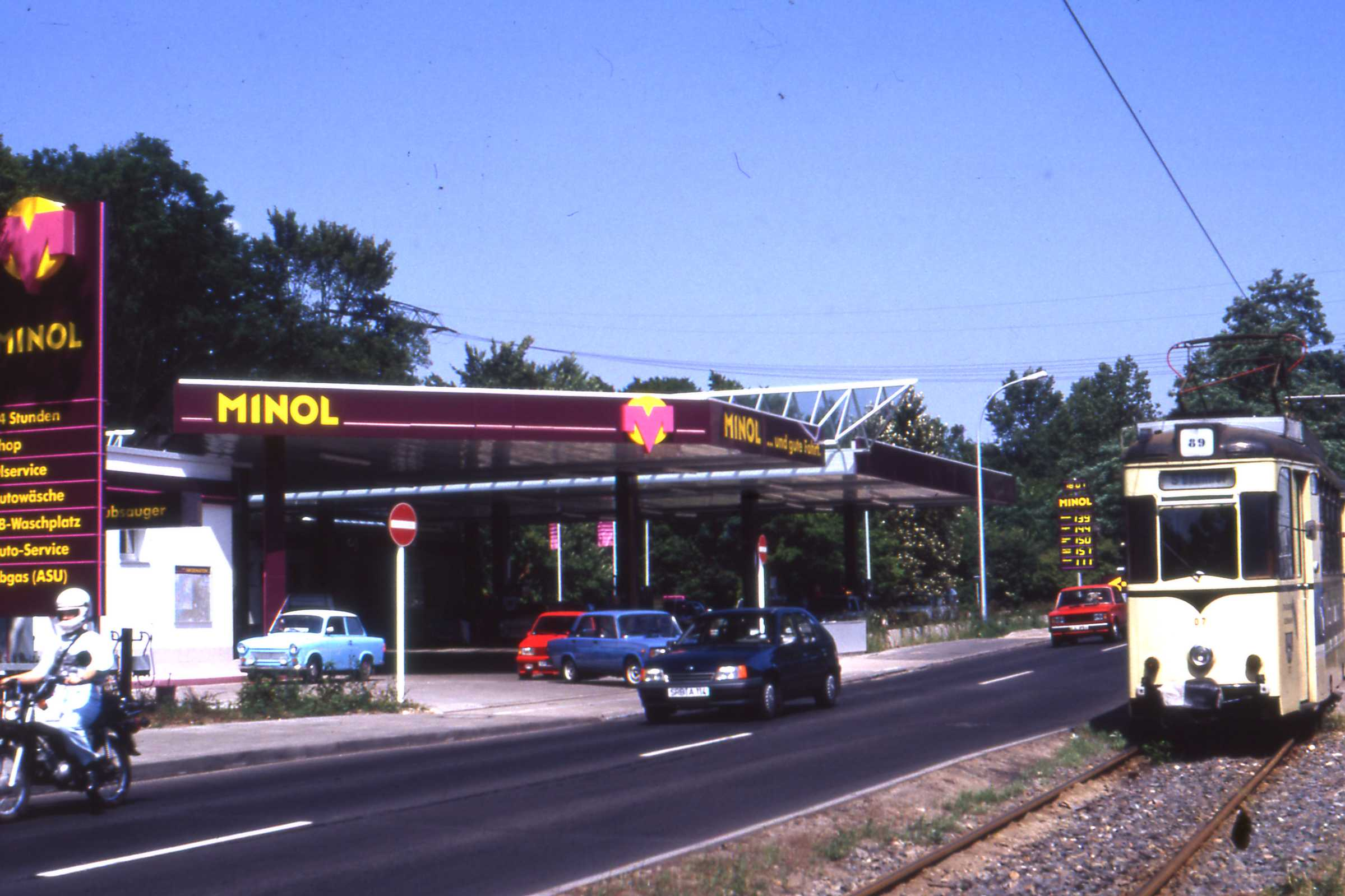
Minol-Tankstelle in Strausberg bei Berlin (1992)
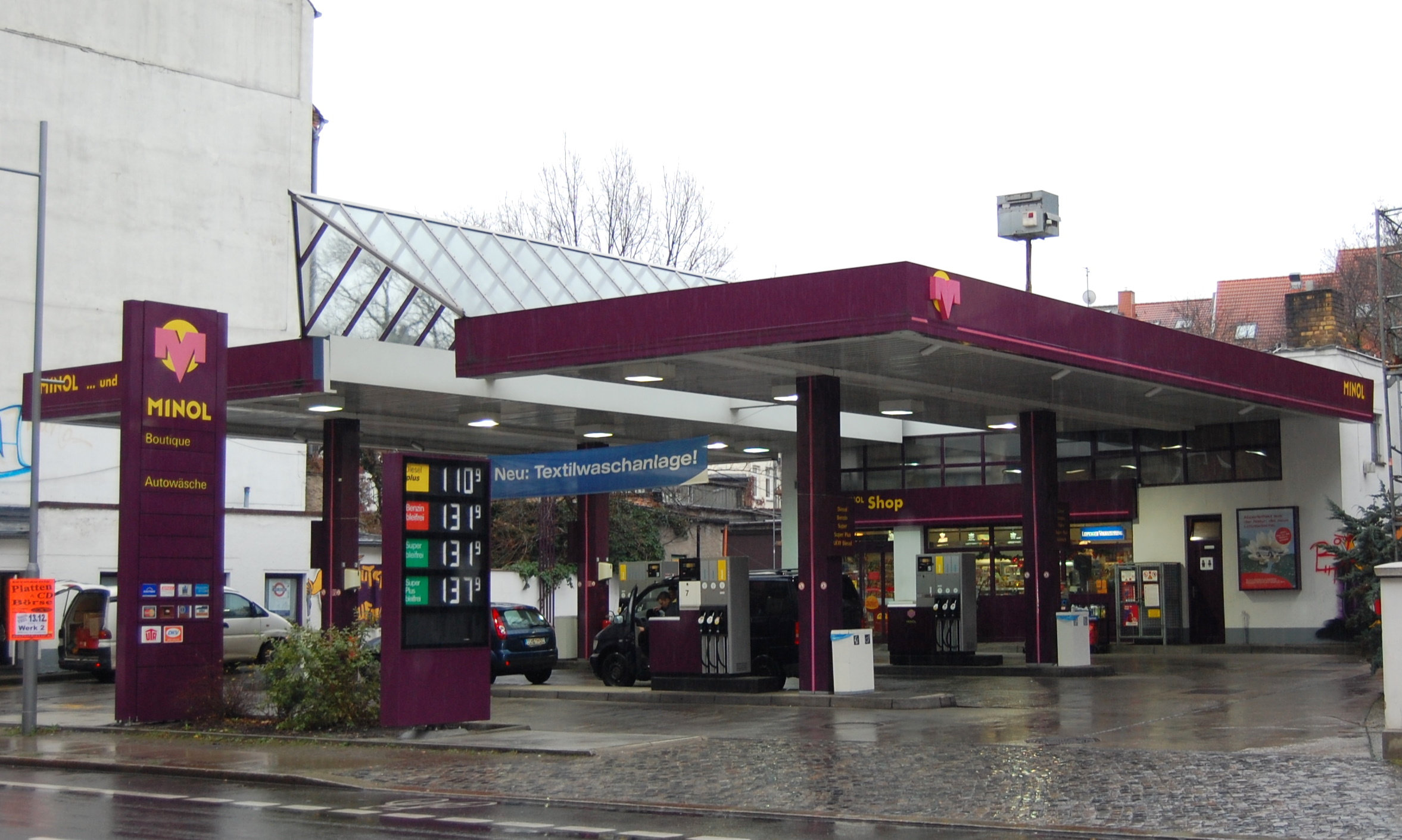
Minol-Tankstelle in Leipzig (2009)
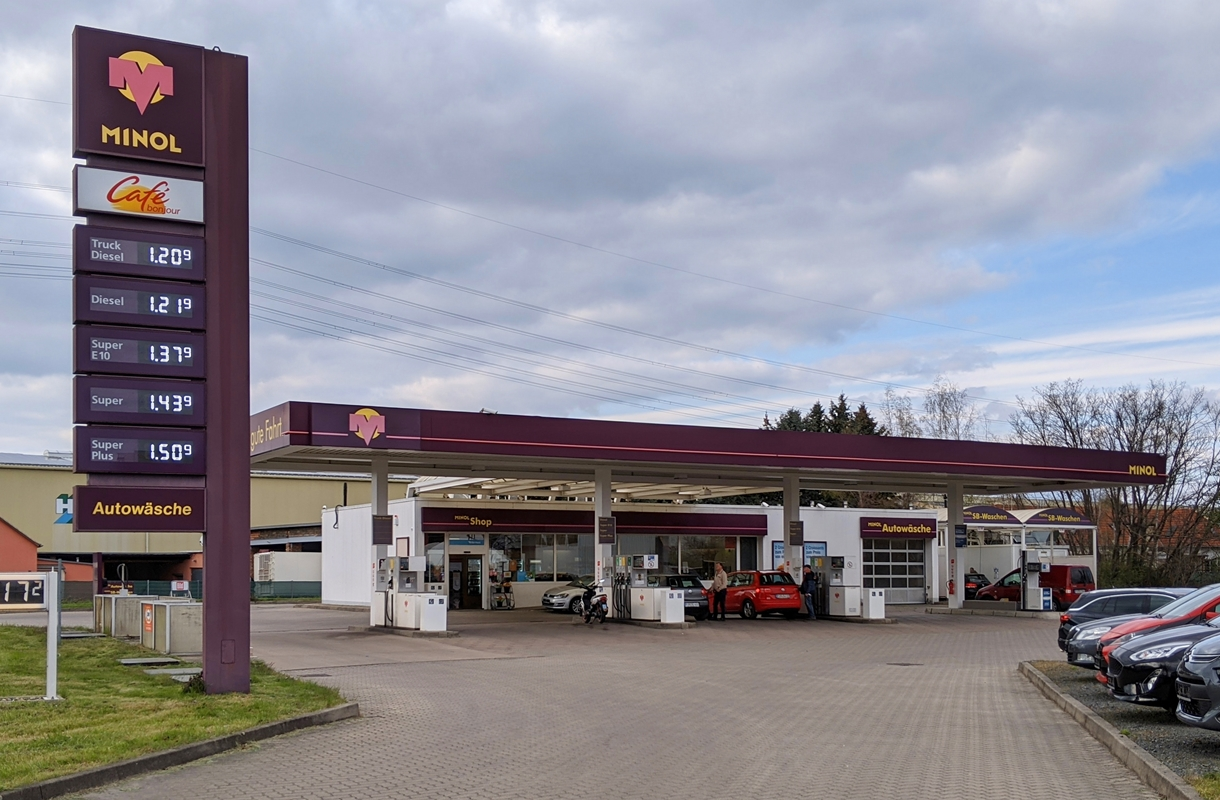
Minol-Tankstelle in Heidenau (2021)
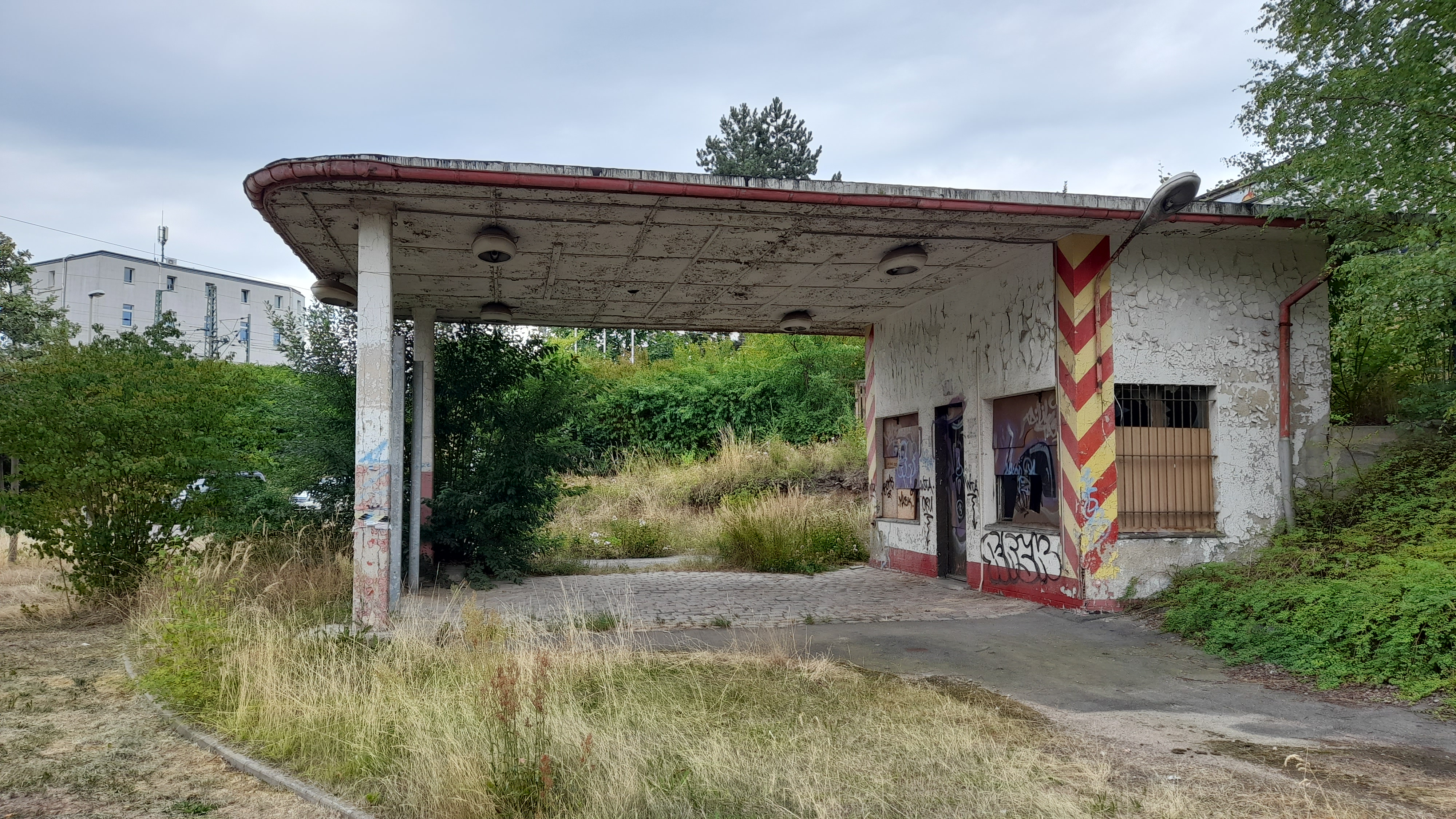
Verwahrloste Minol-Tankstelle in Zwickau (2022)
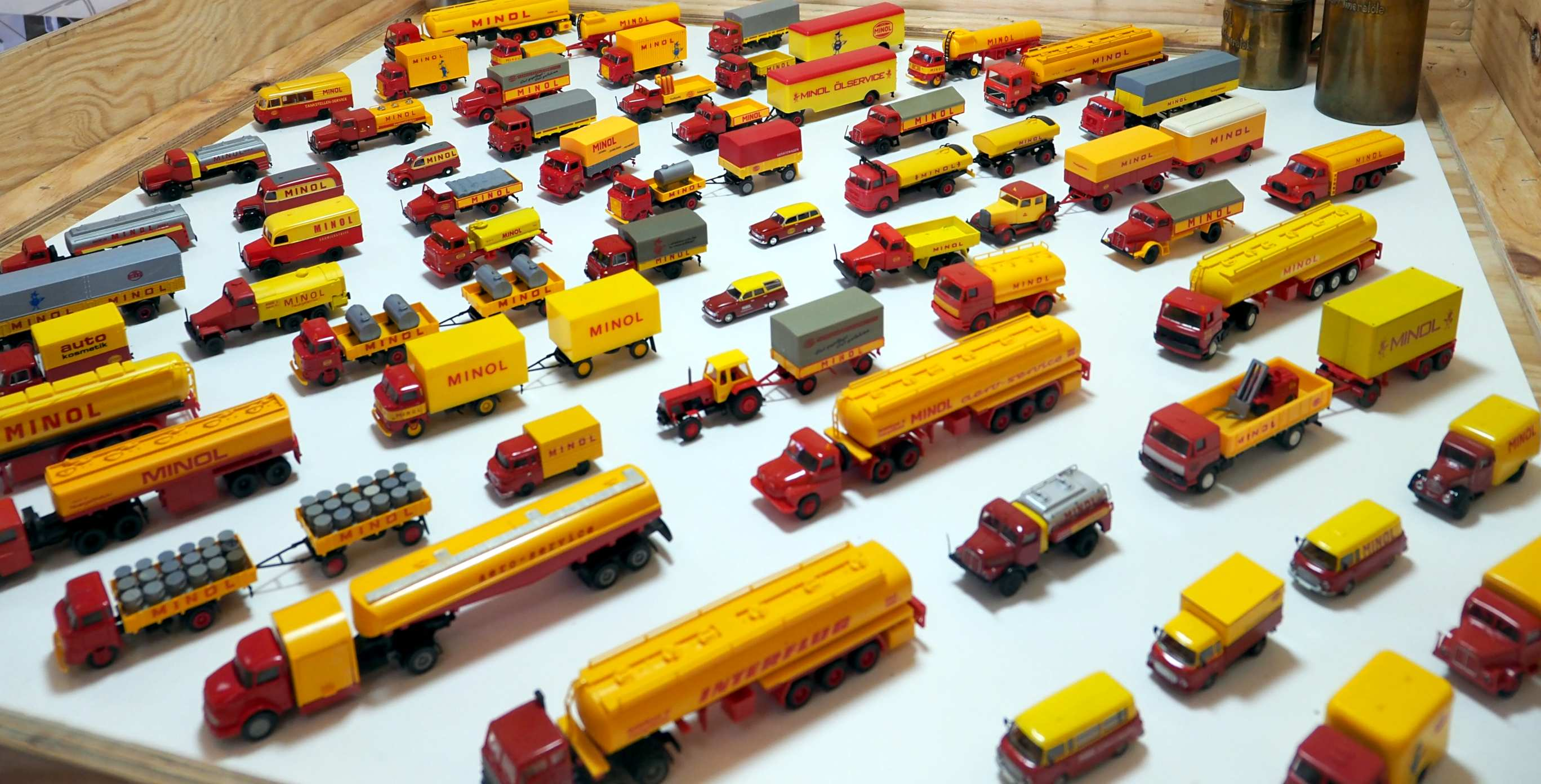
Minol-Fahrzeugmodelle im Industriemuseum Brandenburg an der Havel

## Kraftstoffangebot
Die Kraftstoffe wurden vorwiegend im VEB Leuna-Werke Walter Ulbricht hergestellt. In technischer Hinsicht richtete sich das Kraftstoffangebot in der DDR nach der TGL 6428. Bis 1945 wurde Kraftstoff auf Braunkohlebasis vertrieben. Nach dem Zweiten Weltkrieg wurde auf Schwelteerbasis umgestellt, bald darauf musste zunehmend auf Erdölbasis umgestellt werden. Die damaligen Kraftstoffe hatten eine niedrige Oktanzahl, waren nicht klopffest und verursachten Störungen an den Zündkerzen. Ab 1960 gelang es, Kraftstoff mit 78 Oktan (MOZ) in den Handel zu bringen, dieser wurde seinerzeit als VK „extra“ angeboten, weiterhin war VK „normal“ mit 72 Oktan (MOZ) im Angebot. In Westdeutschland waren seinerzeit bereits Kraftstoffe mit 82 Oktan („Regulär“) und 88 Oktan („Premium“) erhältlich. Höherverdichtende Importwagen wie der Skoda Felicia wurden in die DDR in einer gedrosselten Ausführung verkauft, weil die Kraftstoffqualität nicht ausreichte. In späteren Jahren konnte die Kraftstoffqualität schrittweise verbessert werden, so gab es ab der zweiten Hälfte der 1960er Jahre VK79 mit 79 Oktan ROZ, VK88 mit 88 Oktan ROZ und Sonder-VK mit 94 Oktan ROZ (letzteres spätestens ab Anfang der 1970er Jahre).
In der zweiten Hälfte der 1980er-Jahre bot Minol folgende Kraftstoffe an:
- Normal Gemisch (88 Oktan ROZ) – im Mischungsverhältnis Öl:Benzin 1:50, 1:33 und 1:25 an der Zapfsäule einstellbar
- Normal ohne Öl (88 Oktan ROZ)
- Extra (92 Oktan ROZ)
- DK (Dieselkraftstoff)[5]

Die genannten Kraftstoffe gab es auch bei Intertank (insbesondere an den Transitstrecken und in Großstädten), dort wurden sie an rot-gelben Zapfsäulen gegen Mark der DDR verkauft.
An grün-weißen Zapfsäulen wurden gegen bundesdeutsche DM verkauft:
- Spezial (91 Oktan)
- Super (98 Oktan)
- Diesel (mit zusätzlichen Additiven)

ab ca. 1986 zusätzlich:
- Spezial bleifrei (91 Oktan)
- Super bleifrei (95 Oktan)

Das DDR-Tankstellennetz selbst war dünn und umfasste zum Ende der DDR etwa 1.300 Tankstellen. Intertankstellen und große Tankstellen gab es nur in Großstädten, an Autobahnen und Transitstraßen. Diese hatten in der Regel auch rund um die Uhr geöffnet. Die übrigen Tankstellen waren meist klein und nachts sowie oftmals auch an Wochenenden und Feiertagen geschlossen.
Nach ihren Öffnungszeiten waren die Tankstellen in 4 Kategorien eingeteilt:
1. Kategorie I: Tag und Nacht geöffnet
2. Kategorie II: werktags von 6–20 Uhr geöffnet, an Wochenenden und Feiertagen von 8–16 Uhr
3. Kategorie III: werktags von 7–18 Uhr
4. Kategorie IV: von regionaler Bedeutung ohne einheitliche Öffnungszeiten[6]

Zur Verbesserung der Benzinversorgung während der Nacht und an Wochenenden bestanden zeitweise sog. Nachttankboxen. Darin waren Benzinkanister an einer Kette befestigt, aus denen man Fahrzeuge auch während der Schließzeiten der Tankstelle betanken konnte. Die Schlüssel zu den Nachttankboxen waren einheitlich und mussten während der Öffnungszeiten an den Tankstellen erworben werden. Sie ließen sich nach ihrer Benutzung aus den Schlössern der Nachttankbox nur vom Tankwart entfernen. Da es bei den Nachttankboxen immer wieder zu gewaltsamen Aufbrüchen, Betrügereien und Manipulationen gekommen war, wurden diese 1980 wieder abgeschafft.
Nachdem in der DDR ab 1987 auch Geldkarten eingeführt wurden, war geplant, das Tanken über spezielle Zahl-Terminals auch bargeldlos und außerhalb der Tankstellen-Öffnungszeiten zu ermöglichen. Die Zapfsäulen wurden mit einem neuen, elektronischen Zählwerk ausgerüstet (die Zählwerke waren bis dahin mechanisch) und mit dem aufgestellten Bezahl-Terminal verbunden.  Über einzelne Versuche kam diese Technologie aber nicht hinaus.

## Namensähnlichkeit
Die Namensähnlichkeit zwischen Minol und Minol Messtechnik W. Lehmann ist rein zufällig.